# ایسپرتال
ایسپرتال (به آلمانی: Yspertal) یک منطقهٔ مسکونی در اتریش است که در ناحیه ملک واقع شده‌است. ایسپرتال ۱٬۹۰۰ نفر جمعیت دارد.